# Taharana fortis
Taharana fortis är en insektsart som beskrevs av Nielson 1982. Taharana fortis ingår i släktet Taharana och familjen dvärgstritar. Inga underarter finns listade i Catalogue of Life.